# Бекірова Гульнара Тасимівна
Ґульнара Тасимівна Бекірова (*Мелітополь) — кримськотатарська діячка в області історії, членка Українського ПЕН.

## Біографія
Народилася в Мелітополі. 1994 року закінчила Московський державний історико-архівний інститут. Працювала дослідницею у російському товаристві Меморіал з 2003 до 2008 р., співпрацювала з товариством з 1996 р. Викладачка кафедри історії Кримського інженерно-педагогічного університету (м. Сімферополь) з 2008 р., коли повернулася на історичну Батьківщину. Захистила кандидатську дисертацію на тему «Национальное движение крымскотатарского народа за возвращение на историческую Родину». Керівниця проєкту «Толерантні підручники — толерантне суспільство».
Авторка і ведуча програми «Таріх левхалари» («Сторінки історії») на телеканалі АТР (Сімферополь). Головна редакторка вебпроєкту «Крим і кримські татари».
Виступила історичною консультанткою фільму «Хайтарма».
Виступала на підтримку ув'язненого у Росії українського режисера Олега Сенцова.

## Книги
- Пів століття опору: кримські татари від вигнання до повернення (1941—1991 роки). Нарис політичної історії. Київ: Критика, 2017[7].
- Мустафа Джемилев: «На протяжении десятилетий голос крымских татар не был услышан…»: материалы к биографии, выступления, интервью, Киев: Стилос, 2014
- Крымские татары. 1941—1991 : (опыт политической истории). Симферополь: Тезис, 2008.
- Крымскотатарская проблема в СССР (1944—1991) (уклад. Г. Бекирова), Сімферополь: Центр інформації та документації кримських татар, 2004.
- Крым и крымские татары в XIX—XX веках: сборник статей, 2005
- Роль Петра Григоренко в крымскотатарском национальном движении / Гульнара Бекирова. — [Симферополь]: [Оджакъ], [2007]. — 31 с.
- «Мы видели ад на земле…» [Текст]: к 70-летию депортации крымскотатар. народа / сост., общ ред., вступ. очерк — Г. Бекирова. — Киев: Стилос, 2014. — 143 с.

## Нагороди
- Премія ім. Б.Чобан-Заде (2009) за книгу «Крымские татары. 1941—1991»

## Статті
- Серія статей «Страницы крымской истории» [Архівовано 21 травня 2016 у Wayback Machine.]
- Крым — наш. А татары? [Архівовано 10 травня 2015 у Wayback Machine.]
- Історик Гульнара Бекірова: Потрібен Нюрнберг-2, де Росія визнає провину за геноцид кримських татар 1944 року